# 水泉穴
水泉穴（すいせんけつ）は、足の少陰腎経に属す5番目（日本では6番目）の経穴である。同経の郄穴である。

## 部位
太谿穴の下1寸、踵骨隆起の前、陥凹部、踵骨隆起内側縁に取穴する。

## 名前の由来
水は流れる様を指し、泉はわき出す様を示すので、腎は水臓で、水源の意味であり、水の源が深い所から溢れ出て来るので名付けられた。

## 効能
月経不順、月経痛、子宮脱、排尿困難、目の前が突然真っ暗、腹痛にも使われる。